# بلاذر روندوني
بلاذر روندوني (الاسم العلمي:Anacardium rondonianum) هو نوع من النباتات يتبع جنس البلاذر من فصيلة البلاذرية.